# Jesse Douglas
Jesse Douglas (3 tháng 7 năm 1897 – 7 tháng 9 năm 1965) là nhà toán học người Mỹ đã đoạt Huy chương Fields năm 1936.

## Cuộc đời và sự nghiệp
Ông sinh tại thành phố New York và học ở Columbia College của Đại học Columbia từ 1920–1924. Douglas là một trong 2 người đã đoạt Huy chương Fields đầu tiên vào năm 1936. Ông được vinh dự này vì đã giải bài toán Plateau năm 1930, bài toán đưa ra câu hỏi có hay không một diện tích tối thiểu trong một đường giới hạn đã cho. Bài toán này, bỏ ngỏ từ năm 1760 khi Joseph Louis Lagrange đưa ra, là một phần của phép tính biến phân (calculus of variations) và cũng được biết đến như bài toán bong bóng xà phòng. Douglas cũng có các đóng góp quan trọng vào inverse problem of the calculus of variations. Ông cũng đã đoạt giải tưởng niệm Bôcher của Hội Toán học Hoa Kỳ năm 1943.
Douglas làm giáo sư ở City College of New York (CCNY), cho tới khi qua đời. Thời bấy giờ, trường này chỉ dạy tới cấp cử nhân và giáo sư Douglas dạy giáo trình phép tính cấp cao (advanced calculus). Các sinh viên năm thứ hai (và các sinh viên năm thứ nhất có thứ hạng cao) được ưu tiên dẫn nhập vào môn giải tích thực do một người đã đoạt Huy chương Fields hướng dẫn.

## Các bài khảo cứu
- Douglas, Jesse (1931). “Solution of the problem of Plateau”. Trans. Amer. Math. Soc. 33 (1): 263–321. doi:10.2307/1989472.
- Douglas, Jesse (1939). “Green's function and the problem of Plateau”. American Journal of Mathematics. 61: 545–589. doi:10.2307/2371314.
- Douglas, Jesse (1939). “The most general form of the problem of Plateau”. American Journal of Mathematics. 61: 590–608. doi:10.2307/2371315.
- Douglas, Jesse (1939). “Solution of the inverse problem of the calculus of variations”. Proceedings of the National Academy of Sciences. 25: 631–637. doi:10.1073/pnas.25.12.631.